# ステファン・ビブロフスキー
ステファン・ビブロフスキー（Stephan Bibrowski、1891年 - 1932年）は、「獅子面男ライオネル」（Lionel the Lion-faced Man）の名で知られた余興芸人である。過剰異所発毛症のために全身は長い毛でおおわれ、外見はライオンのようであった。

## 生涯
1891年、体が2.5センチメートルほどの毛に覆われた状態で、ポーランド（ロシア帝国領）プウォツク近くのビエルスクで生まれた。母親はステファンの状態を、父親がライオンにひどくひっかかれたためだとした。彼女はステファンを忌み嫌い、彼が4歳のとき、ドイツの興行主ゼーデルマイヤーに引き渡した。ゼーデルマイヤーは彼をヨーロッパ中で見世物とした。
その当時、ステファンの顔の毛は20センチメートルほど、他部位の毛は約10センチメートルほどまで伸びていた。両手のひらおよび両足の裏を除き、全身のほとんどが毛で覆われていた。1901年、彼はアメリカ合衆国へ旅行し、バーナム・アンド・ベイリー・サーカスとともに公演を行う。その後、サーカスとともにアメリカを周り、時折ヨーロッパに戻った。
サーカスでは体操の芸を演じた。人々と話す際は外見と対照をなす優しい側面をみせた。1920年、ニューヨークのコニーアイランドへ定住する。
1920年代後半までに余興業から引退し、ドイツへ帰国。1932年、ベルリンにて心臓発作により41歳で死亡したと報じられた。